# Joaquin J. Elizalde
Joaquin J. Elizalde (Spanje, 18?? – 1 oktober 1937) was een zakenman van Spaanse afkomst in de Filipijnen.

## Biografie
Don Joaquin J. Elizalde werd geboren in Spanje en emigreerde halverwege de 19e eeuw naar de Filipijnen. Daar groeide hij uit tot een succesvol zakenman. Hij richtte in 1854 samen met twee anderen een handelsbedrijf op onder de naam "Ynchausti Y Cia". Later trad nog een neef toe, die een distilleerderij in Hagonoy, Bulacan kocht en aan het bedrijf toevoegde. In 1893 vergaarde Elizalde een meerderheidsbelang in het bedrijf en hernoemde het Elizalde & Co. Inc. Vier generaties van de Elizalde familie bouwden het bedrijf uit van een kleine destilleerderij naar de grootste rumproducent van de Filipijnen. Sinds de overname van het bedrijf door Lucio Tan heet het Tanduay Distillers, Inc. Tegen de tijd dat hij overleed had Elizalde & Co. Inc. 10.000 mensen in dienst.
Elizalde overleed in 1937 op 65-jarige leeftijd aan de gevolgen van slagaderlijke trombusvorming. Hij was getrouwd met Carmen Diaz Moreu en had zes kinderen: Joaquin, Juan, Angel, Manuel (Manolo), Carmenchu en Federico.

## Bron
- (en)  Joaquin J. Elizalde - Leading Spanish Business Man in the Philippines dies at 65, The New York Times, p.21 (1 oktober 1937)
- (en)  Geschiedenis Tanduay Distillers, Inc., website Tanduay Distillers, Inc.